# Tadeusz Zawistowski (duchowny)
Tadeusz Józef Zawistowski (ur. 16 stycznia 1930 w Sztabinie, zm. 1 czerwca 2015 w Łomży) – polski duchowny rzymskokatolicki, rektor Wyższego Seminarium Duchownego w Łomży w latach 1970–1973, biskup pomocniczy łomżyński w latach 1973–2006, od 2006 biskup pomocniczy senior diecezji łomżyńskiej.

## Życiorys
Urodził się 16 stycznia 1930 w Sztabinie jako jedno z trojga dzieci Jakuba i Heleny z domu Siebiedzińskiej. Nauki na poziomie szkoły średniej pobierał w miejscowości urodzenia, gdzie po zakończeniu II wojny światowej miejscowy proboszcz zorganizował klasy gimnazjalne, w Gimnazjum Księży Salezjanów w Różanymstoku, w Augustowie, a także w Gimnazjum i Liceum Humanistycznym im. Mikołaja Kopernika w Grajewie, gdzie w 1950 złożył egzamin dojrzałości. W latach 1950–1955 odbył studia filozoficzno-teologiczne w Wyższym Seminarium Duchownym w Łomży. Święceń prezbiteratu udzielił mu 3 lipca 1955 w Łomży tamtejszy biskup diecezjalny Czesław Falkowski. W latach 1956–1961 studiował filologię klasyczną na Wydziale Humanistycznym Katolickiego Uniwersytetu Lubelskiego. Studia ukończył z magisterium.
W latach 1955–1956 pracował jako wikariusz w parafii św. Stanisława Biskupa w Kobylinie. Od 1961 do 1962 był duszpasterzem w parafii św. Jakuba w Sztabinie. W 1967 został ustanowiony diecezjalnym duszpasterzem inteligencji technicznej i twórców kultury, a w 1971 objął funkcję sędziego prosynodalnego. Zajmował stanowisko sekretarza rady kapłańskiej. W 1971 został obdarzony godnością kanonika honorowego kapituły katedralnej w Łomży.
Od 1962 do 1990 był wykładowcą w Wyższym Seminarium Duchownym w Łomży. Prowadził zajęcia z języka łacińskiego, a później także z języka greckiego. W łomżyńskim seminarium w latach 1969–1970 pełnił funkcję prefekta, a w latach 1970–1973 sprawował urząd rektora.
12 maja 1973 został mianowany biskupem pomocniczym diecezji łomżyńskiej ze stolicą tytularną Hospita. Prekonizowany został 14 maja 1973. Święcenia biskupie otrzymał 29 czerwca 1973 w bazylice św. Piotra w Rzymie. Udzielił mu ich papież Paweł VI w asyście arcybiskupów Agostina Casarolego i Bernardina Gantina. Jako dewizę biskupią przyjął słowa „Laus Deo – pax hominibus” (Chwała Bogu – pokój ludziom). 20 czerwca 1973 został ustanowiony wikariuszem generalnym diecezji. W kurii diecezjalnej był przewodniczącym wydziału duszpasterskiego, przewodniczącym wydziału personalno-administracyjnego, dyrektorem wydziału ds. zakonnych i moderatorem kurii. Wszedł w skład rady kapłańskiej i kolegium konsultorów. W 1973 został prałatem-archidiakonem łomżyńskiej kapituły katedralnej. Dwukrotnie sprawował rządy w diecezji łomżyńskiej: od 7 września 1982 do 25 stycznia 1983, po śmierci biskupa Mikołaja Sasinowskiego, jako wikariusz kapitulny i od 24 kwietnia do 29 października 1996, po przejściu biskupa Juliusza Paetza na arcybiskupstwo poznańskie, jako administrator diecezji. 11 lutego 2006 papież Benedykt XVI przyjął jego rezygnację z pełnienia obowiązków biskupa pomocniczego diecezji łomżyńskiej.
W ramach Episkopatu Polski był członkiem Komisji ds. Duchowieństwa, Komisji ds. Środków Społecznego Przekazu i Komisji ds. Duszpasterstwa Rolników. Był współkonsekratorem podczas sakr biskupa pomocniczego włocławskiego Romana Andrzejewskiego (1981) oraz biskupów pomocniczych łomżyńskich: Edwarda Samsela (1982) i Tadeusza Bronakowskiego (2006).
Zmarł 1 czerwca 2015 w Łomży. 5 czerwca 2015 został pochowany na cmentarzu parafialnym w Sztabinie.

## Odznaczenia i wyróżnienia
W 2007 prezydent RP Lech Kaczyński nadał mu Krzyż Komandorski Orderu Odrodzenia Polski. W 1988 otrzymał Krzyż Armii Krajowej.
W 2008 nadano mu honorowe obywatelstwo powiatu łomżyńskiego, a w 2016 pośmiertnie został honorowym obywatelem Łomży.